# Morske želve
Morske želve (znanstveno ime Chelonioidea) so želve, ki jih najdemo v vseh oceanih sveta razen v Arktičnem oceanu. Nekatere vrste potujejo med oceani. Morske želve so prilagojene na morsko življenje. Na kopnem se premikajo zelo nerodno, saj se dvigajo z obema plavutma hkrati, druge pa premikajo okončine izmenično, tako kot večina štirinožcev.

## Telesna zgradba
Želvo sestavljajo glava, rep, okončine in oklep ali črepinja. Njena glava ima značilen želvji kljun, s katerim pregrizne tudi močno školjčno lupino, in navidez zaspane, flegmatične oči. Okončine morske želve so preobražene v plavuti. Četudi so prepočasne za lovljenje rib, smo lahko prepričani, da ravno zaradi plavuti plavajo zelo hitro. Oklep morske želve je iz roževine in kosti, ki ji ščiti mehko telo. Sestavljen je iz približno desetih koščenih ploščic, ki se ne prekrivajo, ampak so sestavljene skupaj z nekakšnimi šivi, ali kot da bile zlepljene. Ima pa dva dela; hrbtni (karapaks) in spodnji (plastron). Rebra in večina vretenc so pritrjena na oklep. Želva je rjavo rumenkaste barve, zaradi alg, ki se ji primejo na oklep, pa ima tudi rahel zelenkast navdih. Nanje se naselijo tudi raki in školjke, tako, da je nekakšen potujoči botanični in živalski vrt. Morske želve ne morejo potegniti glave in okončin v oklep, tako kot kopenske želve. Plavajo tako, da mahajo s sprednjimi plavuti tako kot ptiči s krili. Njihov rep je kratek.

## Dihanje
Želve dihajo s pljuči in morajo približno vsako uro na površino po zrak.

## Prehrana
Želve nimajo zob in razkosavajo hrano z ostrimi čeljustmi. V glavnem se hranijo z meduzami, raki, mehkužci in ribami, včasih pa tudi z rastlinami.

## Razmnoževanje
Razmnožujejo se spolno. Samica odlaga jajca na plažah s toplim in mehkim peskom, v katerega zakoplje okrog 150 jajčec. Ko se želvice izležejo, natančno vedo, v kateri smeri je morje in odracajo naravnost vanj, vendar jih le malo preživi prve dneve življenja. Drobne kreaturice so plen galebov na kopnem in rib v morju.

## Ogroženost
Želve redko vidimo na površini, čeprav pod vodo zdržijo le eno uro, nato pa morajo po zrak. Gotovo zato, ker jih je zelo malo. So zelo ogrožene živali zaradi onesnaženega morja, mrež, v katerih se zaduši in goste poseljenosti obale, zaradi česar so izgubile prostor za odlaganje jajc.

## Predstavniki
- Družina Cheloniidae
  - Chelonia mydas (orjaška črepaha)
  - Eretmochelys imbricata (prava kareta)
  - Natator depressus
  - Caretta caretta (glavata kareta)
  - Lepidochelys kempii
  - Lepidochelys olivacea (zelenkasta želva)
- Družina Dermochelyidae
  - Dermochelys coriacea (orjaška usnjača)